# Fernando Hernández Sánchez
Fernando Hernández Sánchez (n. 1961) és un historiador espanyol, especialitzat en l'estudi de la Guerra Civil espanyola i el Partit Comunista d'Espanya i professor de la Universitat Autònoma de Madrid.
És autor d'obres com Comunistas sin partido: Jesús Hernández, ministro en la Guerra Civil, disidente en el exilio (Raíces, 2007), sobre el polític comunista Jesús Hernández Tomás; Guerra o revolución. El partido comunista de España en la Guerra Civil (Crítica, 2010); El desplome de la República (Crítica, 2010), junt a Ángel Viñas, complement a la trilogia d'obres sobre la Segona República d'aquest últim; o Los años de plomo. La reconstrucción del PCE bajo el primer franquismo (1939-1953) (Crítica, 2015).